# 도리이 다다마사 (1566년)

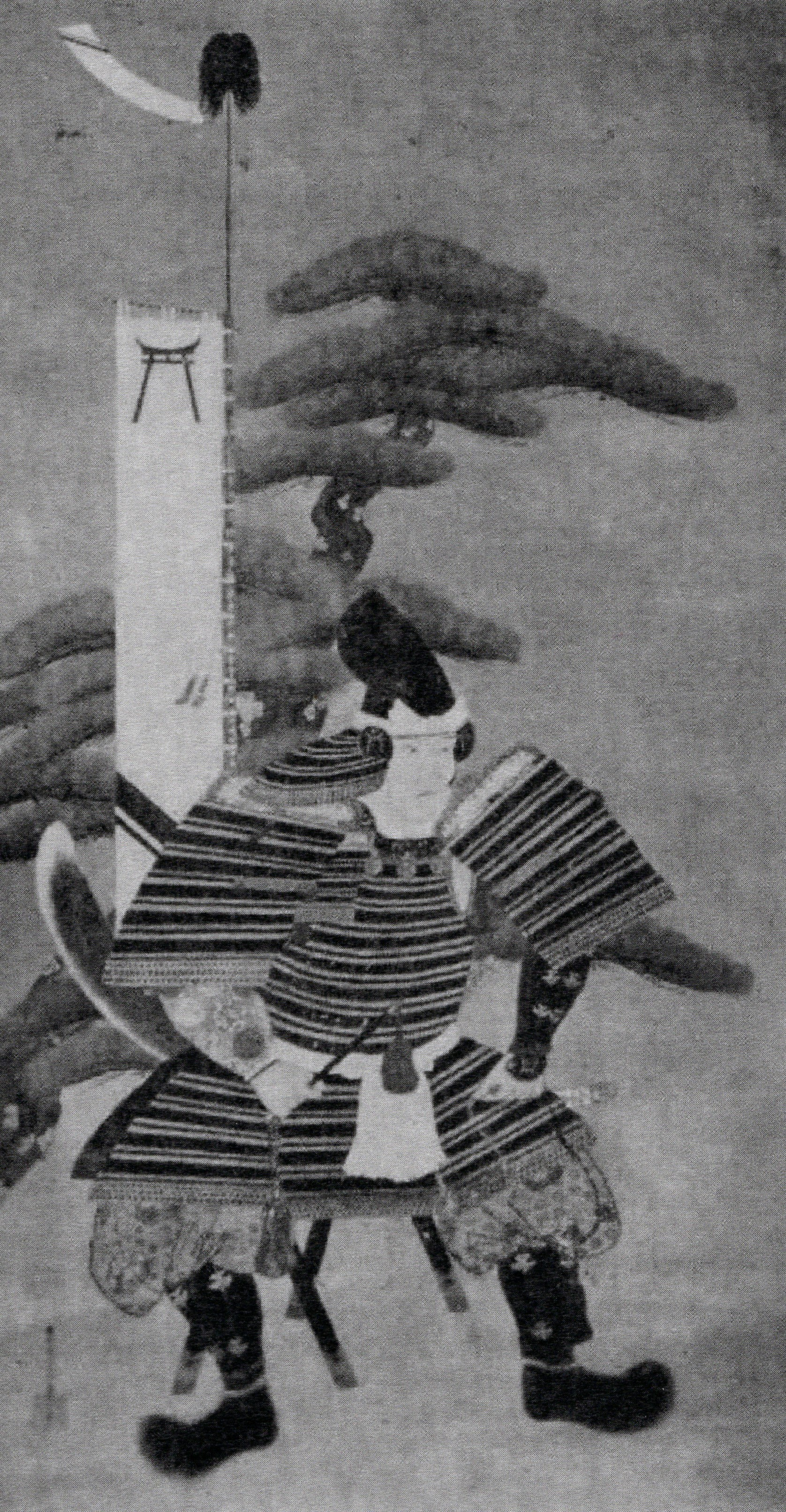
도리이 다다마사

도리이 다다마사(일본어: 鳥居忠政 とりい ただまさ[*], 에이로쿠 9년(1566년) ~ 간에이 5년 음력 9월 5일(1628년 10월 2일))는 센고쿠 시대부터 에도 시대 초기까지의 무장, 다이묘이다. 도쿠가와씨의 가신. 통칭은 신타로(新太郎)이다. 미부번 도리이가 초대 당주.

## 생애
미카와국 와타리무라(渡村, 현재 아이치현 오카자키시)에서 도리이 모토타다의 차남으로 태어났다. 어머니는 가타하라 마쓰다이라 이에히로(形原松平家広の娘)의 딸(도쿠가와 히데타다의 사촌형제).
도쿠가와 이에야스를 따라 덴쇼 12년(1584년)의 고마키·나가쿠테 전투에 참가했다. 덴쇼 14년(1586년)에 이에야스를 따라 상락하고 종5위 시타 사쿄오스케(下左京亮)에 서임된다.
게이초 5년(1600년), 아버지 모토타다가 후시미성 전투에서 전사하자, 가문을 승계하여 시모사 야하기번주가 되었다. 다다마사는 도쿠가와 이에야스의 편에 서서 세키가하라 전투에 참전하였고 그 전공에 따라 게이초 7년, 이와키 다이라번 10만 석 영지를 받게 되었다. 망부 모토타다를 위해 조겐지를 세우고 이에야스로부터 향화료로 100석을 받았다.
세키가하라 전투 후, 후시미성(伏見城)에서 아버지 모토타다와 싸운 스즈키 시게토모(鈴木重朝)로부터 모토타다 소용이 된 「이토소 겐오도시 니마이 도구소쿠」(糸素縣縅二枚胴具足)의 반환을 제의 받았다. 다다마사는 깊이 감명하여 시게토모에게 이 구족을 물려주고, 2004년에 스즈키 가문에서 오사카성 천수각에 기증되었다.
오사카 전투에서는 에도성 수비를 담당했다. 겐나 8년(1622년), 모가미씨가 개역된 후를 받아 데와 야마가타 22만 석에 가증 이봉되고, 매제로 신조번주 도자와 마사모리, 사위로 쓰루오카번주 사카이 다다카쓰, 사촌동생으로 도쿠가와번주 마쓰다이라 시게타다 등과 함께 겐나 8년(1622년)에는 모가미씨의 영지를 몰수당한 뒤를 이어서 야마가타번 22만 석으로 추가 전봉되어, 후다이 다이묘로서 다테 마사무네 등 도호쿠 지방의 다이묘들에게 감시를 명령받았다.
간에이 5년(1628년) 9월 5일, 야마가타에서 향년 63세로 사망했다. 대를 이어 장남 다다쓰네가 그 뒤를 이었다.
묘소는 도쿄도 분쿄구의 고간지(江岸寺)에 안장됐다.